# 스타 오디션 30초의 승부
《스타 오디션 30초의 승부》는 작곡가 조영수와 대중음악 전문기자 김성한이 공저한 가수 오디션 가이드북이다. 슈퍼스타K나 위대한 탄생과 같은 가수 선발 오디션을 준비하는 사람들을 위한 책이다. 재능과 실력은 있지만 오디션에 대한 정보와 경험이 부족한 지원자들을 위해 지역 예선부터 본선까지의 오디션 전 과정을 자세히 설명한다. 오디션에서의 금기사항, 합격을 위한 3고 법칙, 오디션 볼 때 피해야 할 노래 TOP 9, 미션 대비 방법 등 실전에 도움이 되는 정보도 담았다. 또한 허각, 김지수, 김그림, 이보람 등 슈퍼스타K 출신 오디션 합격자들과의 인터뷰를 통해 그들의 노하우와 팁을 전한다. 아울러 정엽, 슈프림팀, FT아일랜드, 씨엔블루 등 선배 가수들이 오디션 지망생들에게 전하는 조언도 소개한다. 보컬 트레이닝 원포인트 레슨을 통해 지원자의 보컬 능력 향상을 위한 실전 가이드도 제공한다. 한국경제신문에서 발행했다.

## 출판 정보
한국
ISBN 9788947528085